# Terezo
Antonio Carlos da Silva Tereza, mais conhecido como Terezo (Macaé, 7 de outubro de 1953 — Niterói, 7 de maio de 2013) foi um futebolista brasileiro que atuou como lateral-direito.

## Carreira
iniciou sua carreira defendendo a equipe do América-RJ.
Vestiu a camisa da Seleção Olímpica nas Olimpíadas de 1972. Ao todo, atuou pela Seleção Olímpica em 12 jogos, todos naquele ano.
Chegou a disputar algumas partidas pelo Santos, durante a temporada de 1977, mas não obteve muito sucesso na Vila Belmiro.
Foi contratado pelo Brasília para disputar o Brasileirão de 1977.
Em 1978, atuou pelo Figueirense.
Terezo teve passagens também pelas equipes do Grêmio e do Londrina.
Em 1982, atuou pelo Botafogo-SP.
Encerrou sua carreira no Baraúnas.
Após encerrar a carreira de jogador, Terezo radicou-se em Niterói trabalhando com escolhinhas de futebol.

## Morte
Após dois dias de internação no hospital Carlos Tortelly, vítima de pneumonia, morreu aos 59 anos.